# Ada dans la jungle
Ada dans la jungle est un film franco-ivoirien réalisé par Gérard Zingg sorti en 1988. Il s'agit de l'adaptation de la bande dessinée du même titre, créée par Francesco Tullio-Altan.

## Synopsis
Ada part chercher son cousin Percy en Afrique, où il s'est perdu des années auparavant. Un couple homosexuel la guidera dans la jungle.

## Fiche technique
- Titre : Ada dans la jungle
- Réalisation : Gérard Zingg
- Scénario : Gérard Zingg
- d'après la bande dessinée de Francesco Tullio Altan
- Production : Alain Depardieu et Jean-Pierre Ramsay-Levi
- Musique originale : Jean-Claude Vannier
- Photographie : Renato Berta
- Montage : Luc Barnier
- Décors : Jean-Pierre Kohut-Svelko
- Son : Michel Klochendler
- Sociétés de Production : FIT Productions et La Générale d'Images
- Pays de production :  France,  Côte d'Ivoire
- Langue : français
- Durée : 90 minutes
- Date de sortie : 
  - France : 23 septembre 1988

## Distribution
- Marie Louisa : Ada
- Richard Bohringer : Ergomir Pilic
- Bernard Blier : Le major Collins
- Philippe Léotard : Rudy
- Isaach de Bankolé : Bumbo
- Victoria Abril : Carmen
- Manfred Andrae : capitaine allemand
- Katrine Boorman : Eva
- Charley Boorman : Nancy
- Geoffrey Carey : horse-guards
- Alain Depardieu : caporal Muller
- Cheik Doukouré : Nambo cuisinier
- Jean-Pierre Kohut-Svelko : Joubert
- Robert Stephens : Lord Gordon
- Virginie Thévenet : Maria